# オール・アローン・アム・アイ
「オール・アローン・アム・アイ」（All Alone Am I）は、ギリシャ映画『To nisi ton genneon』の挿入歌に英語詞を付けてブレンダ・リーが歌ったヒット曲。その後多くのアーティストにカバーされた。

## 概要
1959年公開のギリシャ映画『To nisi ton genneon』において、女優のジェニー・カレッティ（Tzeni Karezi）が歌った「Min ton rotas ton ourano」がオリジナルである。作曲はマノス・ハジダキス。
カレッティのギリシャ語の歌にアーサー・オルトマンが英語詞を付け、ブレンダ・リーが1962年9月24日にシングルA面曲として発表した。プロデューサーはナッシュビル・サウンドの創始者の一人であるオウエン・ブラッドリー。
同年11月20日付のビルボード・Hot 100で3位を記録した。ビルボードのイージーリスニング・チャートにおいては1位を記録した。全英シングルチャートで7位を記録。
1963年2月18日発売のアルバム『All Alone Am I』の表題曲として収録された。

## 主なカバー・バージョン
- ジョニー・ティロットソン - 1963年のアルバム『Talk Back Trembling Lips』に収録。
- ヘレン・シャピロ - 1964年のアルバム『Helen Hits Out!』に収録。
- アニタ・ブライアント - 1964年のアルバム『The World of Lonely People』に収録。
- ボビー・ヴィントン - 1965年のアルバム『Bobby Vinton Sings for Lonely Nights』に収録。
- グラディ・マーティン - 1965年のアルバム『Instrumentally Yours』に収録。
- ノーラ・オノール - 1971年のアルバム『Superstar Nora Aunor』に収録。
- ウェイン・ニュートン - 1972年のアルバム『Can't You Hear The Song?』に収録。
- アリソン・クラウス - 2017年のアルバム『Windy City』に収録。